# السمقانية
السِّمقانيَّة هي إحدى القرى اللبنانية من قرى قضاء الشوف في محافظة جبل لبنان.
تقع في قضاء الشوف على  ارتفاع 950م عن سطح البحر، وعلى مسافة 47 كم عن بيروت عبر طريق دير القمر- بيت الدين. مساحة أراضيها 550 هكتاراً. تبعد عن مركز القضاء 3 كم. أهمّ ينابيعها: عين الضيعة، نبع السفلي، نبع الغزّار، عين السوق وعين مرج السمقانيّة. زراعاتها أشجار مثمرة وكرمة. اشتهرت السمقانيّة بمرجها الذي حصل فيه اجتماع نودي في خلاله بالأمير فخر الدين المعني الثاني أميراً على لبنان. من آثارها القديمة بقايا نواويس حجريّة وحجارة أبنية قديمة مبعثرة، ومن العائدة إلى الحقبة الحديثة قصر محمود باشا هرموش الوارد ذكره بين مشاهيرها أدناه. عائلاتها اليوم من الدروز. محمود باشا هرموش المذكور هو من أوائل الذين حصلوا على لقب باشا من السلطنة العثمانية.